# Tert-Butylvinylether
tert-Butylvinylether ist eine organische chemische Verbindung aus der Gruppe der Enolether.

## Verwendung
tert-Butylvinylether wird zur Herstellung von anderen chemischen Verbindungen verwendet. So kann es zur Synthese von 3-tert-Butoxycyclobutanon durch Umsetzung von Keten mit Zink(II)-chlorid als Katalysator verwendet werden. Es dient auch als Zwischenprodukt für das funktionelle Vinylmonomer. Sie wird auch zur Verbesserung der Klopffestigkeit dem Ottokraftstoff zugesetzt, dient als Schutzgruppe und wird als Copolymer in verschiedensten Anwendungen verwendet.